# Fortitudo Baseball
Uniformes
Fortitudo Baseball est un club italien de baseball situé à Bologne fondé en 1953. Il joue au stade Gianni Falchi, enceinte de 4000 places inaugurée en 1969.
Le club possède un important palmarès qui compte notamment 5 titres de champion d'Europe et 10 titres de champion d'Italie.

## Histoire
La société gymnastique Fortitudo ouvre une section baseball en 1953. En 1963 la section gagne son autonomie et s'unit avec l'ACLI Tigers Labor, l'un des trois clubs de l'élite basé à Bologne. Jusque-là, le Fortitudo n'avait fréquenté au mieux que la Série B. Le club joue la saison 1963 sous le nom l'ACLI Fortitudo Bologna puis retrouve dès 1964 sa dénomination originelle, Fortitudo Bologna.
En 1969 le Fortitudo obtient son premier sponsor avec Amer Montenegro, ainsi que son premier titre de champion d'Italie. Sous la présidence de Lamberto Lenzi de 1972 à 1982 le club obtient plusieurs succès : champion d'Italie en 1972 et 1974, et remporte la coupe d'Italie et la coupe d'Europe en 1973. Le début des années 1980 est plutôt décevante pour le club qui affronte la retraite de ses champions. La formation de jeunes joueurs porte néanmoins ses fruits car Fortitudo devient champion d'Italie en 1984, puis champion d'Europe en 1985. Le club connaît ensuite une période assez terne, et rétrograde même en série A2 en 1995. Mais en 1997 l'équipe devient championne d'Italie de cette division et remporte la coupe d'Italie, ce qui lui permet de jouer en première division en 1998. Cette année-là elle termine en milieu de classement, et réussit presque à se qualifier pour le Play-off l'année suivante. L'année suivante Fortitudo termine cinquième de la saison régulière, puis se qualifie pour les phases finales en 2001, mais échoue en demi-finale. En 2002 l'équipe est rejointe par Dave Sheldon et Claudio Liverziani, deux joueurs de Telemarket Rimini. Qualifiée pour les plays-off, l'équipe échoue face à Nettuno. Pour son cinquantenaire en 2003 le club réussit sa saison : champion d'Italie après une finale contre Ricambi Modena(4-1), il s'empare de la coupe d'Italie. La saison 2004 est brillante, mais le club ne parvient ni à conserver ses titres, ni à s'emparer du la coupe d'Europe. Cependant il gagne la supercoupe d'Italie. C'est l'année suivante qu'il devient à nouveau champion d'Italie. En 2006 l'équipe perd en demi-finale du championnat face à Telemarket Rimini(4-2).
Vainqueur de la Coupe d'Italie 2008, finaliste de la Coupe d'Europe 2009 puis champion d'Italie 2009, le club retrouve son lustre d'antan.
Finaliste malheureux du championnat 2010, le Fortitudo remporte la Coupe d'Europe et la Coupe d'Italie.

## Palmarès
- Champion d'Italie : 1969, 1972, 1974, 1978, 1984, 2003, 2005, 2009, 2014, 2016, 2018, 2019, 2020, 2023.
- Vice-champion d'Italie : 1970, 1973, 1983, 1985, 1992, 2004, 2010, 2015, 2021.
- Vainqueur de la Coupe d'Italie : 1973, 1997, 2003, 2005, 2008, 2010, 2012, 2015, 2017, 2018, 2022.
- Vainqueur de la Supercoupe d'Italie : 2004.
- Vainqueur de la Coupe d'Europe des champions : 1973, 1985, 2010, 2012, 2013, 2019.
- Finaliste de la Coupe d'Europe des champions : 1986, 2004, 2009, 2015, 2017.
- Finaliste de la Coupe d'Europe de la CEB : 1993.

## Saison par saison
| Saison | Saison régulière | Saison régulière | Saison régulière | Saison régulière | Séries éliminatoires                                           |
| Saison | Class.           | Vic.             | Déf.             | %Vic.            | Séries éliminatoires                                           |
| 1954   | Serie C (D3)     | Serie C (D3)     | Serie C (D3)     | Serie C (D3)     | Serie C (D3)                                                   |
| 1955   | Serie C (D3)     | Serie C (D3)     | Serie C (D3)     | Serie C (D3)     | Serie C (D3)                                                   |
| 1956   | Serie C (D3)     | Serie C (D3)     | Serie C (D3)     | Serie C (D3)     | Serie C (D3)                                                   |
| 1957   | Serie C (D3)     | Serie C (D3)     | Serie C (D3)     | Serie C (D3)     | Serie C (D3)                                                   |
| 1958   | Serie B (D2)     | Serie B (D2)     | Serie B (D2)     | Serie B (D2)     | Serie B (D2)                                                   |
| 1959   | Serie B (D2)     | Serie B (D2)     | Serie B (D2)     | Serie B (D2)     | Serie B (D2)                                                   |
| 1960   | Serie B (D2)     | Serie B (D2)     | Serie B (D2)     | Serie B (D2)     | Serie B (D2)                                                   |
| 1961   | Serie B (D2)     | Serie B (D2)     | Serie B (D2)     | Serie B (D2)     | Serie B (D2)                                                   |
| 1962   | Serie B (D2)     | Serie B (D2)     | Serie B (D2)     | Serie B (D2)     | Serie B (D2)                                                   |
| 1963   | 4e               | 12               | 6                | 0,667            | -                                                              |
| 1964   | 5e               | 10               | 8                | 0,556            | -                                                              |
| 1965   | 4e               | 20               | 11               | 0,645            | -                                                              |
| 1966   | 4e               | 20               | 14               | 0,588            | -                                                              |
| 1967   | 4e               | 16               | 16               | 0,500            | -                                                              |
| 1968   | 4e               | 15               | 12               | 0,556            | -                                                              |
| 1969   | 1er              | 21               | 6                | 0,778            | -                                                              |
| 1970   | 2e               | 34               | 10               | 0,773            | -                                                              |
| 1971   | 3e               | 32               | 12               | 0,727            | -                                                              |
| 1972   | 1er              | 36               | 8                | 0,818            | -                                                              |
| 1973   | 2e               | 35               | 9                | 0,795            | -                                                              |
| 1974   | 1er              | 36               | 8                | 0,818            | -                                                              |
| 1975   | 3e               | 39               | 18               | 0,684            | -                                                              |
| 1976   | 3e               | 37               | 17               | 0,685            | -                                                              |
| 1977   | 2e A             | 16               | 8                | 0,667            | 4e de la poule finale (16-14)                                  |
| 1978   | 1er              | 31               | 5                | 0,861            | -                                                              |
| 1979   | 4e               | 25               | 11               | 0,694            | -                                                              |
| 1980   | 3e               | 24               | 12               | 0,667            | -                                                              |
| 1981   | 3e               | 18               | 10               | 0,643            | 4e de la poule finale (21-19)                                  |
| 1982   | 5e               | 13               | 15               | 0,464            | pas qualifié                                                   |
| 1983   | 2e B             | 14               | 4                | 0,778            | 2e de la poule finale (30-12)                                  |
| 1984   | 2e E             | 15               | 6                | 0,714            | 1er de la poule finale (30-10)                                 |
| 1985   | 2e               | 50               | 16               | 0,758            | -                                                              |
| 1986   | 2er G2           | 37               | 11               | 0,771            | 1/4 f. : V 3-1 San Marino BC 1/2 f. : D 3-4 Rimini BC          |
| 1987   | 2e G1            | 30               | 12               | 0,714            | 1/4 f. : V 4-1 Parma Baseball 1/2 f. : D 3-4 Grosseto Baseball |
| 1988   | 1er S            | 34               | 18               | 0,654            | 1/4 f. : V 4-0 Milano Baseball 1/2 f. : D 2-4 Nettuno Baseball |
| 1989   | 3e S             | 26               | 16               | 0,619            | 1/4 f. : D 0-4 Parma Baseball                                  |
| 1990   | 3e S             | 34               | 32               | 0,515            | pas qualifié                                                   |
| 1991   | 6e               | 19               | 17               | 0,528            | pas qualifié                                                   |
| 1992   | 2e               | 25               | 11               | 0,694            | 1/2 f. : V 3-0 Milano Baseball finale : D 0-3 Rimini BC        |
| 1993   | 3e               | 21               | 15               | 0,583            | 1/2 f. : D 0-3 Nettuno Baseball                                |
| 1994   | 4e               | 32               | 16               | 0,667            | 1/2 f. : D 0-3 Nettuno Baseball                                |
| 1995   | 7e               | 22               | 32               | 0,407            | pas qualifié                                                   |
| 1996   | 9e               | 17               | 37               | 0,315            | pas qualifié                                                   |
| 1997   | Serie A2 (D2)    | Serie A2 (D2)    | Serie A2 (D2)    | Serie A2 (D2)    | Serie A2 (D2)                                                  |
| 1998   | 8e               | 17               | 31               | 0,354            | pas qualifié                                                   |
| 1999   | 5e               | 23               | 25               | 0,479            | pas qualifié                                                   |
| 2000   | 5e               | 26               | 22               | 0,542            | pas qualifié                                                   |
| 2001   | 2e               | 39               | 15               | 0,722            | 1/2 f. : D 1-4 Nettuno Baseball                                |
| 2002   | 1er              | 39               | 15               | 0,722            | 1/2 f. : D 4-2 Nettuno Baseball                                |
| 2003   | 1er              | 42               | 12               | 0,778            | 1/2 f. : V 4-1 Grosseto Baseball finale : V 4-1 GR Modène      |
| 2004   | 2e               | 43               | 11               | 0,796            | 1/2 f. : V 4-0 Parma Baseball finale : D 2-4 Grosseto Baseball |
| 2005   | 1er              | 35               | 19               | 0,648            | 1/2 f. : V 4-1 Rimini BC finale : V 4-3 San Marino BC          |
| 2006   | 1er              | 30               | 18               | 0,625            | 1/2 f. : D 2-4 Rimini BC                                       |
| 2007   | 2e               | 27               | 15               | 0,643            | 1/2 f. : D 1-4 Grosseto Baseball                               |
| 2008   | 1er              | 33               | 7                | 0,825            | 3e en poule demi-finale (3-6)                                  |
| 2009   | 2e               | 30               | 12               | 0,714            | 2e en poule demi-finale (5-4) finale : V 4-1 San Marino BC     |
| 2010   | 4e               | 25               | 17               | 0,595            | 1er en poule demi-finale (6-3) finale : D 3-4 Parma Baseball   |